# 地下政党
地下政党（ちかせいとう）は、当局の弾圧などの危険を逃れて秘密で活動する政党。

## 解説
戦前の日本共産党などがその例。本体が地下政党で、実質的にこれに支配された公然活動をするグループを持つ場合もある。多くは非合法政党でもある。

## 参考
1. ↑  https://libcom.org/files/rr3.pdf